# Vuelo 304 de Sempati Air
El vuelo 304 de Sempati Air (SSR304) fue un vuelo regular doméstico de pasajeros, que volaba del aeropuerto internacional Husein Sastranegara en Bandung, Java Occidental al aeropuerto Halim Perdanakusuma en Yakarta. El 17 de julio de 1997, el avión que operaba el vuelo, un Fokker F27 Friendship 600 alquilado a Trigana Air Service, con registro PK-YPM, se estrelló en un barrio densamente poblado de Margahayu en Bandung tras sufrir un fallo de motor poco después del despegue matando a veintiocho ocupantes del vuelo e hiriendo a varias personas en tierra. 
La investigación posterior llevada a cabo por el Comité Nacional de Seguridad en el Transporte de Indonesia descubrió que el avión había sufrido un fallo de motor de su lado izquierdo y el piloto erró en realizar un adecuado procedimiento de frustrada, estrellándose en un área residencial altamente poblada de Margahayu.

## Accidente
El avión despegó del aeropuerto Husein Sastranegara a las 11:46 WIB (04:46 UTC), con Bambang Rudy Santoso como piloto a los mandos. Aproximadamente tres minutos después del despegue, el motor izquierdo del Fokker F27 falló y comenzó a emitir humo. El piloto contactó con el control de tráfico aéreo del Husein Sastranegara, optando por aterrizar en la pista 13 de la base aérea de Sulaiman. Durante el procedimiento de aterrizaje de emergencia, el avión alcanzó casas en Margahayu, Bandung y se estrelló en un lodazal matando a 28 personas e hiriendo a varias personas en tierra. La mayoría de víctimas fueron familias en viaje por vacaciones escolares.

## Aeronave
El avión implicado en el accidente fue un Fokker F27-600 Friendship construido en 1969 con número de serie 10415, entregado a Merpati Nusantara Airlines con registro PK-MHF en 1974. Más tarde, fue vendido a Trigana Air Service en 1993 con el registro PK-YPM, con Sempati Air en enero de 1995 y devuelto a Trigana Air Service en agosto de 1995.